# Poyracık, Kınık
Poyracık là một thị trấn thuộc huyện Kınık, tỉnh İzmir, Thổ Nhĩ Kỳ. Dân số thời điểm năm 2010 là 5.79 người.